# Mesoleius faciator
Mesoleius faciator là một loài tò vò trong họ Ichneumonidae.